# 道尔吉苏伦·苏米娅
道尔吉苏伦·苏米娅（1991年3月11日—）生于乌布苏省西图伦，是一名蒙古国女子柔道运动员，主攻57公斤级。她曾获得2016年里约奥运柔道女子57公斤级项目银牌。2017年8月，她获得布达佩斯柔道世锦赛57公斤级金牌，成为柔道世界冠军。除柔道外，她也参加过桑搏比赛，曾在2012年至2014年间拿下桑搏世锦赛女子56公斤级三连冠。